# Дебре-Дамо

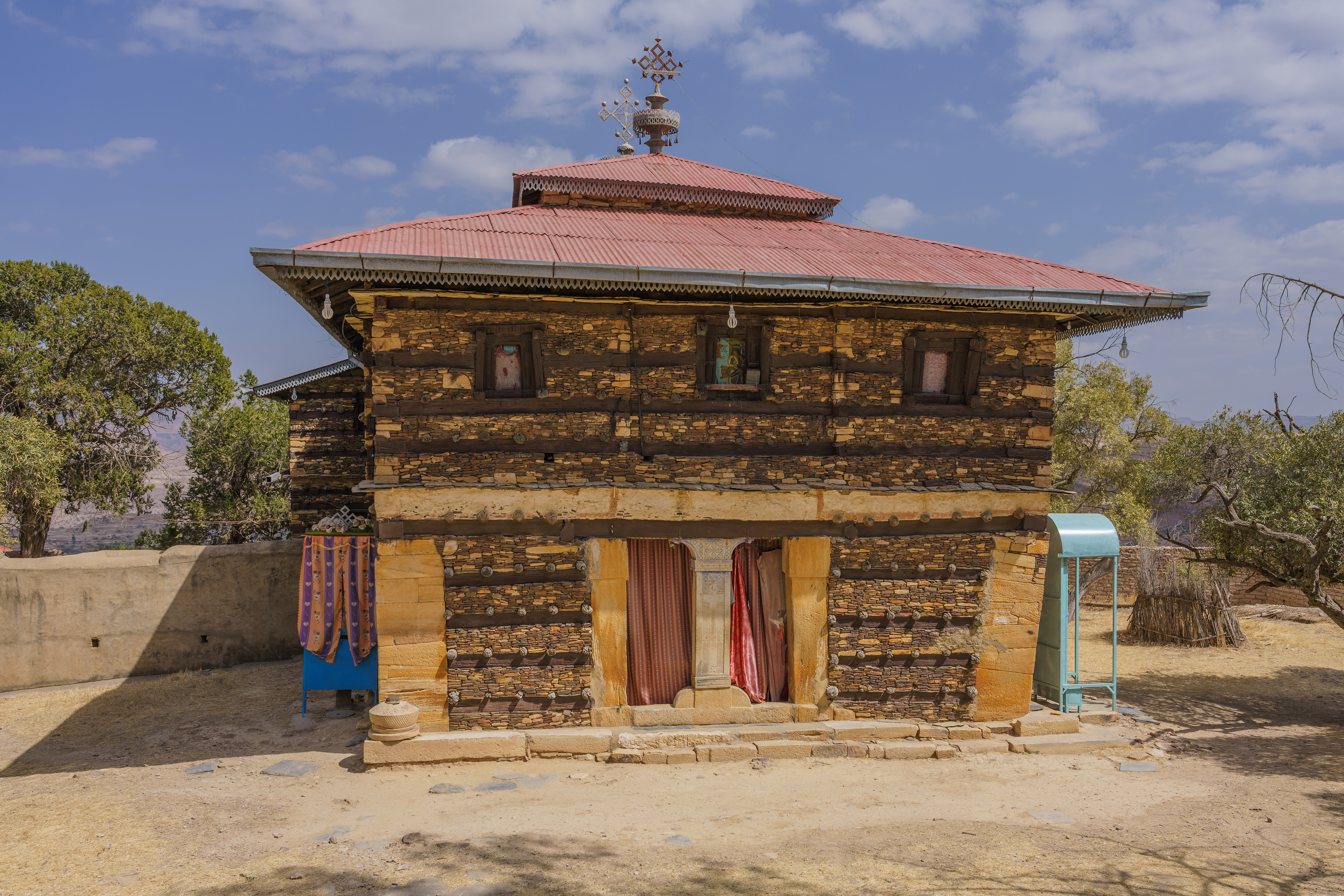
Головний храм монастиря Дебре-Дамо

14°22′21″ пн. ш. 39°17′24″ сх. д. / 14.37250° пн. ш. 39.29000° сх. д.
Дебре-Дамо (англ. Debre Damo) — стародавній християнський монастир в північній Ефіопії, на захід від міста Адіграт (регіон Тиграй). Розташований на плоскій вершині скелі (абсолютна висота — 2216 м).

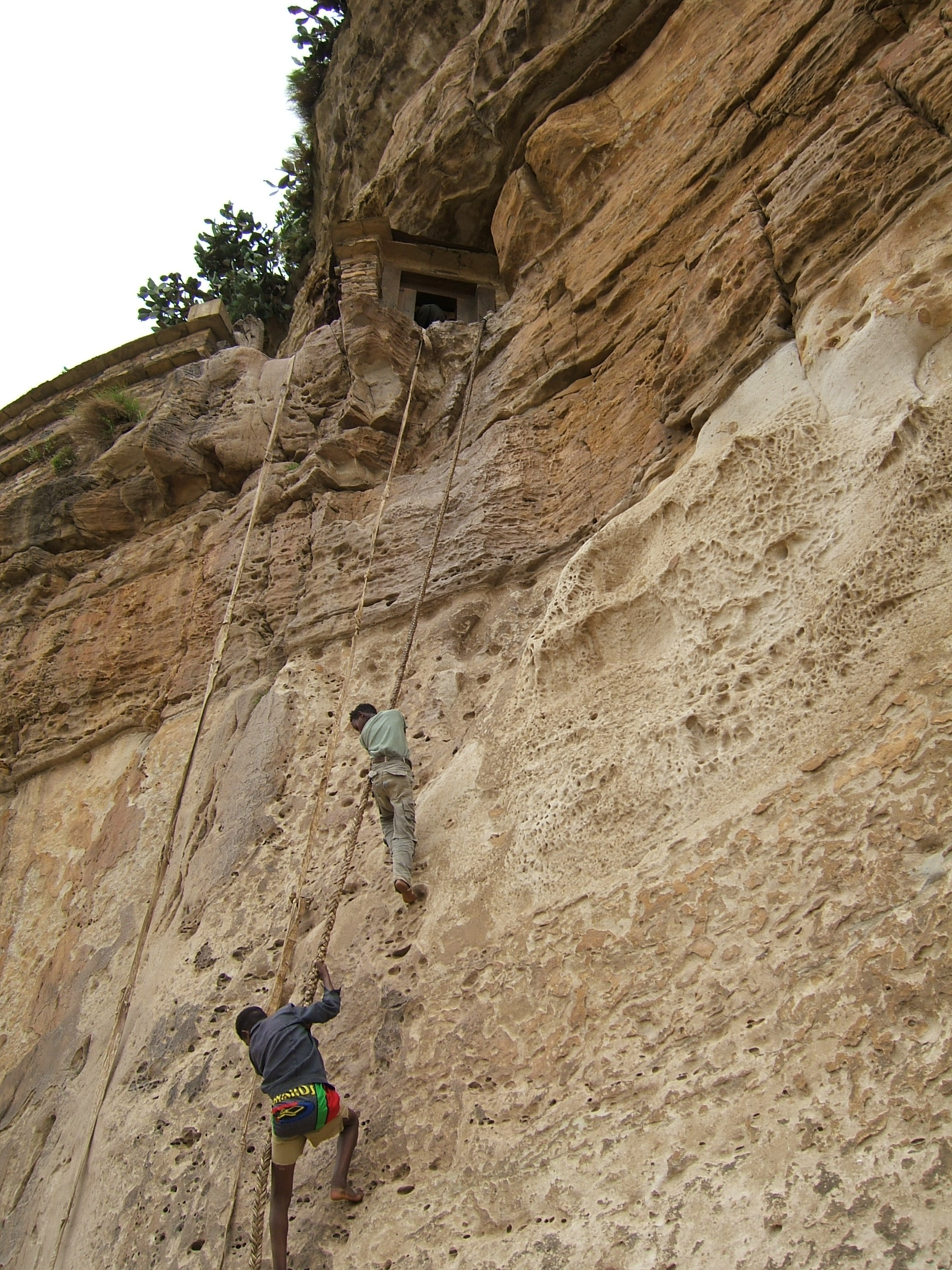
Підйом в монастир

Монастир заснований в епоху Аксумського царства (VI ст.) сирійським ченцем Абуна Арегаві. До початку XX ст. головний храм монастиря (найстаріший, зі збережених у Ефіопії) був занедбаний, і, за словами Д. Бакстона, в 1940-ті році був на межі повного руйнування. Незабаром під керівництвом англійського архітектора Д. Метьюса головний храм було відновлено. Стіни храму побудовані з каменю і дерева, які чергуються шарами. Усередині храм пишно прикрашений фресками. Там же зберігається велика колекція стародавніх манускриптів. Крім головного храму в монастирі є каплиця, дзвіниця та велика кількість будинків, де проживають близько 200 ченців. Жінки в монастир не допускаються.
Щоб потрапити в монастир, треба видертися по канату по 15-метровій прямовисній скелі.